# ساختمان قلعه جوق
ساختمان قلعه جوق مربوط به دوره قاجار است و در ماکو، داخل شهر واقع شده و این اثر در تاریخ ۳ اسفند ۱۳۷۷ با شمارهٔ ثبت ۲۲۲۰ به‌عنوان یکی از آثار ملی ایران به ثبت رسیده است.